# Gymnoproctus abortivus
Gymnoproctus abortivus är en insektsart som först beskrevs av Jean Guillaume Audinet Serville 1838.  Gymnoproctus abortivus ingår i släktet Gymnoproctus och familjen vårtbitare. Inga underarter finns listade i Catalogue of Life.